# Creative Commons
Creative Commons (približan prijevod: zajedničko kreativno dobro, skraćeno CC) je američka neprofitna organizacija (sa internacionalnom mrežom članica i partnera) koja ima za cilj proširiti raspon kreativnih radova dostupnih drugima za legalno korištenje i dijeljenje. Organizacija je objavila nekoliko dozvoli za autorsko pravo poznatih kao Creative Commons licence, kojih je ukupno četiri, a zovu se Attribution (skraćeno by), Noncommercial (nc), No Derivative Works (nd) i Share Alike (sa). Ovisno od jedne (od četiri dozvole) odabrane dozvole, ograničena su samo pojedina (ili nijedna) prava nad djelom. Creative Commons neprofitna organizacija osnovana je 2001. godine, a osnovao ju je američki akademac Lawrence Lessig. Logo Creative Commons obično ispod svog kraćeg naziva CC ima i uočljiv natpis:Some rights reserved. 
- Attribution 3.0 Croatia - datoteke su koje se smiju dijeliti i remiksirati, ali se moraju priznati i označiti autorska djela.
- Attribution-Noncommercial 3.0 Croatia - datoteke su koje se mogu dijeliti i remiksirati, ali se moraju priznati i označiti autorska djela. Nije dozvoljeno koristiti datoteku u komercijalne svrhe.
- Attribution-Noncommercial-No Derivative Works 3.0 Croatia - datoteke se smiju dijeliti, ali isto tako važno je imenovanje, ali datoteka se ne smije remiksirati niti koristiti u komercijalne svrhe.
- Attribution-Noncommercial-Share Alike 3.0 Croatia - datoteka se može dijeliti i remiksirati, ali i imenovati autorska djela, pri čemu pritom nije dozvoljeno korištenje u svrhu reklame i njoj sličnih stvari, ali je također datoteku potrebno dijeliti u istim uvjetima.
- Attribution-No Derivative Works 3.0 Croatia - datoteka se smije dijeliti, ali ne i remiksiratim, a potrebno je i imenovanje.
- Attribution-Share Alike 3.0 Croatia - datoteka se smije dijeliti i remiksirati, ali je potrebno dijeliti u istim uvjetima i imenovati autorska djela.

## Vanjski izvori
- Središnje mrežno mjesto
- Postoji nekoliko lokalizacija za Hrvatsku